# 巴西喜蓋鯰
巴西喜蓋鯰，為輻鰭魚綱鯰形目毛鼻鯰科的其中一種。分布於南美洲巴西聖弗朗西斯科河流域，體長可達8公分，會寄生在其他魚類的鰓蓋內，吸食血液為生。